# Schottwien
Schottwien – gmina targowa w Austrii, w kraju związkowym Dolna Austria, w powiecie Neunkirchen. Według Austriackiego Urzędu Statystycznego liczyła 689 mieszkańców (1 stycznia 2019).